# لوثر فيتسكه
كان لوثر فيتسكه (15 مايو عام 1895 - 6 يناير عام 1962) ضابطًا في صفوف البحرية الألمانية، وأصبح جاسوسًا على الخدمة العسكرية في الولايات المتحدة والمكسيك خلال الحرب العالمية الأولى.
أُلقي القبض عليه عام 1918 وحُكم عليه بالإعدام، ولكن لم يُنفّذ الحكم بسبب هدنة كومبين الأولى في 11 نوفمبر عام 1918 ليتم العفو والإفراج عنه عام 1923. خدم خلال الحرب العالمية الثانية في الاستخبارات الألمانية وأصبح بعد انتهاء الحرب عضوًا في الحزب الألماني في برلمان هامبورغ.

## الخدمة البحرية
وُلد فيتسكه في كريس كوشمين التابعة لمقاطعة بوسن وتلقى تعليمه في بوسن. التحق بعدها بالأكاديمية البحرية الألمانية كتلميذ عسكري يبلغ من العمر 17 عامًا. كان ملازمًا في البحرية الإمبراطورية الألمانية خلال بداية الحرب العالمية الأولى على متن سفينة دريسدن الحربية. بعد مضي أشهر من المشاحنات عملت فيها سفينة دريسدن الحربية بتخريب سفن الحلفاء والاختباء من السفن البريطانية، استُهدفت أخيرًا وأُغرقت. كُسرت قدم فيتسكه خلال المعركة، واعتُقل في فالبارايسو، شيلي مع رفاقه الناجين من الطاقم.

## أنشطته التخريبية
نجح فيتسكه في الهرب في أوائل عام 1916، ونجح في الوصول إلى سواحل سان فرانسيسكو تحت اسم مستعار في مايو عام 1916 كبحار على متن سفينة إس إس كالوسا. خلال وجوده في كاليفورنيا، كان ينقل التقارير إلى القنصل العام الألماني فرانز فون بوب، الذي كان بدوره على اتصال مع مخرب آخر في مكسيكو سيتي يدعى كورت يانكي. لم تعلم السلطات الأمريكية خلال ذلك الوقت شيئًا عن أنشطة يانكي ووتزكي. أبدى كلا العميلين كفاءتهما في العمل وكانا أكثر أهلية من بقية العملاء التابعين لبوب. كانا يمحيان أي أثر وراءهما لدرجة عدم الاشتباه بهما خلال فترة أعمال الحياد المسلح في أمريكا.
بالإضافة إلى عملهم على الساحل الأمريكي الغربي، ذهب كل من فيتسكه ويانكي في مهام تخريبية شرقًا. بعد اعتقال بوب، حوّلا عملياتهما بشكل تدريجي إلى الساحل الشرقي. أثبت عملاء مزدوجون من فيلق الاستخبارات العسكرية الأمريكية تورط فيتسكه بحادثة انفجار مخزن الذخائر في مارس عام 1917 في الحوض البحري لماري آيلاند في سان فرانسيسكو. أشار فيتسكه في لاحق إلى كونه لعب دورًا في حادث انفجار بلاك توم الهائل في ميناء نيويورك في 30 يوليو عام 1930، الذي أسفر عن مقتل 7 أشخاص وسُمع صداه في ولاية فيلادلفيا.

## اعتقاله
قُبض على فيتسكه عند الحدود المكسيكية في تمام الساعة 10 من صباح 1 فبراير عام 1918 بالقرب من مدينة نوغاليس التابعة لولاية أريزونا. ادعى أنه روسي أميركي يدعى «بابلو فابرسكه» عائد إلى سان فرانسيسكو. عُثر على رسالة سرية مشفرة من 424 حرف مخيطة في الجزء العلوي الأيسر من سترته. تمكن جون ماثيوز مانلي الذي عمل مع هربرت ياردلي في مبنى المخابرات العسكرية البريطانية من فك الشيفرة بعد أشهر من العمل عليها، إذ كان مكتوبًا على بدلة فيتسكه «السلطات القنصلية الإمبراطورية لجمهورية المكسيك». أُدين فيتسكه من قبل محكمة عسكرية في فورت سام هيوستن وحكم عليه بالإعدام. حاول الهرب من السجن مرتين ونجح بالخروج في مرة واحدة ولكن أُلقي القبض عليه في نفس اليوم أثناء محاولته الخروج من كوخ مكسيكي. عُثر على شفرة حلاقة في زنزانته لدى عودته إلى السجن، فنزعوا ملابسه العليا خوفًا من انتحاره. تمت الموافقة على حكم الإعدام في 2 نوفمبر عام 1918 من قبل رئيس الشؤون القضائية، ولكن لم يُنفّذ الحكم بسبب توقيع هدنة كومبين الأولى.
في 27 مايو عام 1920، خفف الرئيس ويلسون حكم الإعدام الصادر بحق فيتسكه إلى السجن مدى الحياة، ونُقل إلى سجن ليفنوورث. مارس المسؤولون الألمان خلال ذلك الوقت ضغوطًا كبيرة للعمل على إطلاق سراحه. طلب السفير الألماني في 30 أبريل عام 1923 إطلاق سراح فيتسكه بحجة أن العديد من الدول ومن ضمنها ألمانيا أفرجت عن جميع أسرى الحرب بمن فيهم الجواسيس. في ذلك الوقت، أظهر تقرير صادر من السجن أن فيتسكه منع حدوث كارثة عبر دخوله إلى غرفة خزان المياه المغلية بعد حدوث انفجار في السجن. تم على ذلك الأساس إطلاق سراح فيتسكه وترحيله إلى برلين في 26 سبتمبر عام 1923.
عند عودته إلى ألمانيا، مُنح الصليب الحديدي من الدرجة الأولى والثانية.
التحق بعدها بوكالة الاستخبارات الألمانية وعاش في هامبورغ. بعد تأسيس ألمانيا الغربية، انتُخب كعضو في البرلمان. كان عضوًا في الحزب الألماني في برلمان هامبورغ بين عامي 1949 و1952.